# Questione della lingua greca
Con questione della lingua greca (in neogreco γλωσσικό ζήτημα, anche abbreviato in το γλωσσικό) si intende la lunga disputa su quale dovesse essere la lingua ufficiale della nazione greca: il demotico (ovvero una standardizzazione della lingua effettivamente parlata dal popolo), o una forma di lingua "purificata" (katharèvousa) che riproducesse il greco antico. La questione si dipanò tra il XIX e il XX secolo, fino a risolversi nel 1976 con la definitiva adozione del demotico come lingua nazionale.

## Basi linguistiche del problema
Mentre il demotico era (ed è) la lingua vernacolare dei greci, la katharevousa era una lingua arcaica e formale che, benché pronunciata come il greco moderno, adottava forme lessicali e grammaticali del greco antico che la lingua parlata aveva perso nei secoli. Per esempio:
- Forme morfologiche: la katharevousa più severa utilizzava l'antico caso dativo e, per quanto concerne la flessione verbale, forme verbali quali il futuro sigmatico (sostituito nel neogreco da una forma perifrastica, θα + congiuntivo) e il modo infinito, più molti participi caduti in disuso.
- Particolarità fonetiche: la katharevousa, proponendo una pronuncia rigida, presentava alcuni nessi consonantici che non corrispondevano alla pronuncia del demotico: νδρ (che in antico era pronunciato /ndr/ e nel moderno /(n)dr/, conservando dopo la nasale l'antica pronuncia plosiva, e non spirante, della delta; la katharevousa prescriveva di pronunciare /nðr/); φθ (anticamente /p(ʰ)tʰ/), [α]υθ, [ε]υθ (nel demotico /ft/, nella katharevousa /fθ/); σθ; ρθρ.
- Particolarità ortografiche: la katharevousa, come poi anche la δημοτική fino al 1982, adottava il sistema politonico e gli spiriti. Il sistema politonico, sviluppato dagli alessandrini in epoca ellenistica per la scrittura del greco antico, utilizzava un sistema a tre accenti (acuto, grave e circonflesso) adatto per la trascrizione di un accento musicale, mentre la pronuncia ereditata dal greco moderno (utilizzata anche dalla katharevousa) possedeva un accento d'intensità, e comunque non era in grado di distinguere foneticamente un accento acuto da uno circonflesso (cosicché καλόν e καλῶν venivano pronunciati entrambi /ka'lɔn/, con distinzione meramente grafica); segnava lo iota sottoscritto (già non più pronunciato quando fu inventato: καλή e καλῇ erano pronunciati rispettivamente /kalεέ/ e /kalέὲj/ da un attico antico, /kaleé/ e /kaléè/ dagli alessandrini, /ka'li/ entrambi da un greco moderno); gli spiriti aspro e dolce, anch'essi introdotti dagli alessandrini, servivano per segnare la presenza o l'assenza di aspirazione nelle parole inizianti per vocale, ma il greco aveva perso la spirante /h/ durante la koinè, ossia circa 900 anni prima (così ἕσπερος, con spirito aspro, pronunciato /hésperos/ da un antico, era pronunciato /'εspεrɔs/ da un moderno, senza aspirazione), rendendo anche gli spiriti dei puri vezzi grafici.
- Caratteri sintattici: il vernacolo, come accade normalmente con le lingue parlate, usava frasi semplici, mentre la katharevousa si ispirava al periodare complesso della prosa attica o atticista.
- Forme lessicali: i sostenitori della forma purificata della lingua non accettavano i molti termini che nei secoli la lingua aveva preso in prestito dalle lingue vicine (soprattutto il turco, il latino e l'italiano), sostituendoli o con termini antichi (ἰχθύς anziché ψάρι, pesce) o con neologismi formati usando materiale puramente greco.

Tutto questo comportava che la katharevousa fosse comprensibile solo in parte per un greco senza un'alta istruzione. È importante ricordare che non esisteva un'unica versione della katharevousa: i singoli proponenti della lingua purificata (scrittori, studiosi) sceglievano più o meno discrezionalmente quanto arcaizzare la lingua, in casi estremi avvicinandosi molto all'antico attico, altre volte invece rimanendo più vicino alla lingua parlata.

## Sviluppo storico

### Discussioni prerivoluzionarie (1760-1830)
La discussione iniziò alla fine del XVIII secolo: da un lato, Eugenios Voulgaris, Lambros Photiadis e Neophytos Doukas, proponenti una lingua più arcaica; dall'altro, gli studenti di Voulgaris Iosipos Moisiodax e Dimitrios Katartzis, che invece proponevano una lingua più semplice. A favore della lingua arcaizzante si schieravano i fanarioti, una classe nobiliare molto istruita, ostile alla lingua vernacolare. La discussione divenne cruciale allorché si pose il problema su quale lingua scegliere per lo Stato nazionale greco, ancora da fondare. Adamantios Korais, pur sostenitore della lingua vernacolare, riteneva che essa dovesse essere "pulita", espunta degli elementi ritenuti più "volgari"; alla fine ebbe l'idea di una καθαρεύουσα γλῶσσα, una lingua purificata.
Dopo una lunga guerra d'indipendenza, nel 1830 nacque lo Stato greco: la prima capitale fu Nauplia, e poi, dal 1834, Atene.

### La lingua del nuovo Stato (1830-1860)

#### L'adozione dellakatharevousa
Durante la guerra, le pubblicazioni e il dibattito intellettuale si rarefecero, ma nel 1830 si era arrivati ad un informale consenso sulla scelta di una lingua scritta unificata basata sulla versione di Korais della katharevousa: "... l'ideologia classico-romantica del nuovo stato emerso [dalla guerra] non poteva permettersi l'uso di un greco parlato "volgare"; pose in uso invece la soluzione compromissoria promossa da Korais, come misura provvisoria finché il greco antico fosse completamente rivivificato. Tuttavia, ciò a cui forse si pensava come ad una soluzione temporanea alla fine si radicò fermamente come la forma di greco fissata per l'uso ufficiale".
Questa "adozione", tuttavia, non era espressa in termini formali o legali che definissero questa katharevousa come la lingua dello Stato. Farlo avrebbe estinto le speranze dei molti che si aspettavano che, un giorno, il greco antico avrebbe assunto quel ruolo. In effetti, l'unica menzione della lingua nella produzione legislativa si trovava nelle leggi per l'istruzione del 1834 e del 1836, che stabilivano che il greco antico (e non la katharevousa) avrebbe continuato ad essere l'unica lingua dei testi scolastici.
Non c'era nemmeno un organismo ufficiale che potesse prendere questa decisione. "Caratteristico del caso greco è che, mentre le riforme linguistiche di altri nuovi Stati furono adottate con l'aiuto di corpi ufficiali o semiufficiali, la katharevousa fu sviluppata in un modo empirico e non sistematico, senza congressi, commissioni o accademie, e con un ristretto supporto ufficiale." (Mackridge, p. 164).
Lo stesso Korais, benché fosse un ammiratore della rigida legificazione sulla lingua francese, rifiutava esplicitamente l'idea di un'imposizione "dall'alto" degli standard linguistici da parte di un organismo simile all'Académie française. Repubblicano in politica quanto in linguistica, non gradiva questa "tirannia" e favorì un modello informale, "parlamentare": i poeti e i prosatori sarebbero stati i "legislatori", eletti dal numero dei loro lettori, col dovere di guidare saggiamente la lingua tramite i propri esempi. Una guida era infatti necessaria, per evitare l'eccessiva fluidità del demotico indisciplinato e "scorretto", ma l'autorità ultima avrebbe comunque riposato nel popolo, il cui giudizio a lungo andare avrebbe deciso quali opere e quali autori fossero gli "eletti", i classici da emulare.
In linea con questi principi, Korais si sforzò per non apparire egli stesso un'Académie. Molti dei suoi scritti sulla lingua vennero pubblicati nelle prefazioni dei suoi sedici volumi di Biblioteca Ellenica, contenenti testi antichi; i soggetti erano intitolati "Pensieri improvvisati sulla cultura e la lingua greche". La maggior parte degli altri suoi studî linguistici uscirono in cinque volumi con il titolo di Atakta, "alla rinfusa". Korais morì nel 1833 e in quell'anno furono pubblicate insieme, in una nuova edizione, le sue prefazioni linguistiche, cosicché le sue idee furono più visibili.
Due fra queste idee, in particolare, ebbero una grande eco: la sua venerazione per la perfezione del greco antico e la sua convinzione nella necessità di una "correzione" della lingua moderna. La retorica del tempo mostra con i propri aggettivi gli orientamenti sulla questione: se il greco antico o la katarevousa sono definiti con termini come corretto, ricco, puro, nobile o addirittura sacro, il demotico riceve attributi quali sgrammaticato, povero, corrotto, alterato, volgare, profano, blasfemo.
Risultavano particolarmente sgraditi i prestiti stranieri. Scrisse Korais: "Prendere a prestito dagli stranieri – o, per parlare più chiaramente, elemosinar parole e frasi di cui i magazzini della lingua sono già ben forniti – crea una reputazione di completa ignoranza o addirittura di idiozia, e parimenti di disonore"
In questo clima intellettuale la popolazione si entusiasmò nel restaurare l'orgoglio e l'onore nazionale "correggendo" il vocabolario greco. I birrai tolsero le insegne con le scritte μπιραρία (biraria, dall'italiano birreria) per sostituirle con ζυθοπωλείον (zythopolìon, casa della birra). I negozi di alimentari tolsero μπακάλικο (bakaliko, dal turco bakkal) e scrissero παντοπωλείον, mentre accademici e professionisti si formavano un lessico appropriato ai loro campi: quanto più "ufficiale" era l'ambito, tanto più simile al greco antico era la lingua appropriata. Ad esempio, gli ufficiali della neonata Regia Marina Ellenica introdussero l'uso di termini nautici antichi, benché i marinai civili continuassero ad usare quelli tradizionali, molti dei quali erano prestiti italiani, genovesi o veneziani.

#### Le speranze sulla lingua greca negli anni 1830
Ad Atene, la nuova capitale, ora che la katharevousa era stata accettata per gli usi ufficiali, la gran parte delle speranze sul futuro era indirizzata verso la "correzione" e la "nobilitazione" del parlare corrente: al di fuori delle Isole ioniche, (che entreranno nello Stato greco solo nel 1864), in pochissimi pensavano al demotico come lingua per lo Stato. Si riconosceva comunque che, qualora il demotico fosse stato adottato come lingua, esso avrebbe alienato milioni di non grecofoni ortodossi racchiusi nelle potenziali future più larghe frontiere (la lingua della liturgia ortodossa era infatti sempre stata il greco antico, che serviva da lingua comune della fede orientale, così come il latino lo era stata nel Medioevo per l'Europa cattolica: il demotico, al contrario, era il vernacolo dei soli greci).
Fra coloro che credevano nella "correzione", le speranze si dividevano ancora fra coloro che spingevano per la piena resurrezione del greco antico (portando insieme Ἀλήθεια καὶ Ἐλευθερία, Verità e Libertà, come dirà poi Soutsos) e coloro (la maggioranza) che ritenevano, d'accordo con Korais, che questa speranza fosse irrealistica, ma che il demotico poteva ancora essere corretto in un livello meno severo di katharevousa. Entrambi i filoni credevano pienamente nel potere della lingua scritta di trasformare la lingua parlata; speravano che le forme "pure" sarebbero naturalmente filtrate verso il basso sostituendosi a quelle demotiche, "corrotte", e che il vernacolo si sarebbe così elevato ad un livello più "ricco" e "nobile".
C'era anche un aspetto morale e spirituale nella volontà di "correzione" della lingua. Korais pensava che "a causa della loro schiavitù sotto dominanti stranieri, i moderni greci non fossero capaci di pensare correttamente e perciò di scrivere correttamente; la correzione della lingua avrebbe, invece, portato alla correzione sia del pensiero sia del comportamento.". Si sperava che, riparando gradualmente il danno inflitto alla lingua da secoli di soggezione al "dispotismo orientale", i greci avrebbero iniziato a pensare maggiormente come i loro razionali, critici e creativi ascendenti, e che la vita culturale e politica del Paese si sarebbe così rivitalizzata.
Skarlatos Vyzantios giocò un ruolo di primo piano fra i sostenitori della totale rivivificazione del greco antico. Nel 1835 pubblicò il primo dizionario demotico stilato da un greco da almeno due secoli: il Dizionario del nostro dialetto ellenico interpretato in greco antico e francese. In esso le definizioni e le spiegazioni erano tutte date in greco antico e francese, usati come strumenti precisi per scremare il demotico "volgare", trattato più come un oggetto di studio che come un mezzo di comunicazione. Vyzantios concluse il suo dizionario con una lista di parole di origine straniera (turche, per lo più) che dovevano essere espulse dal demotico come parte della sua "purificazione".
Nella sua prefazione (molti scrittori seguirono l'esempio di Korais e scrissero le loro idee in introduzioni ad opere accademiche autorevoli), scrisse: "sarebbe ridicolo esprimere idee accademiche e scientifiche in uno stile "da negoziante"; per questo, per essere scritta, la nostra lingua parlata deve essere corretta secondo l'esempio di quella dei nostri avi: il diastema tra l'antica e la moderna lingua greca dev'essere eliminato scrivendo in una lingua più arcaica di quella parlata, cosicché i lettori familiarizzino con le forme antiche". Come Korais, era fiducioso: "i poeti e gli altri scrittori controlleranno il futuro sviluppo della lingua" e i parlanti demotico avrebbero seguito la loro guida e iniziato a "purificare" il proprio parlare.
I più, comunque, seguivano adesso la via di Korais, riconoscendo a malincuore che il divario tra il greco antico ed il demotico era ormai troppo largo per poter essere colmato. Dopotutto, i parlanti demotico erano rimasti esposti per secoli al greco antico delle liturgie ortodosse e dell'istruzione scolastica senza alcun tangibile risultato.
Si sperava allora che la katharevousa fosse abbastanza vicina al demotico per esercitare il proprio influsso "purificante". Come Korais aveva scritto nel 1804, "sradicare dalla lingua le erbacce della volgarità, non tutte in una volta, ma gradualmente, una dopo l'altra [...] Sarete sorpresi come in poco tempo le vostre parole e le vostre frasi saranno passate dalla carta alla bocca delle persone".
Esempio tipico degli intellettuali che credevano che avrebbe funzionato è il politico e diplomatico Spyridon Trikoupis, la cui Storia della Rivoluzione Greca fu scritta in katharevousa. Nell'introduzione, attaccò gli arcaisti e promosse la via di mezzo di Korais, che lui stesso seguì nel proprio libro. Esprimeva la speranza che la lingua parlata e quella scritta si sarebbero alla fine fuse l'una nell'altra, sostenendo che il vernacolo non avrebbe potuto essere migliorato se fosse stato troppo diverso dalla varietà scritta.
La katharevousa divenne così parte di una strategia ragionevole di sviluppo spirituale del popolo, attuata potenziando la lingua in cui esso parlava e pensava, tendendo agli usi del greco antico solo fintantoché praticabile.

#### La controversia di Soutsos, 1853
Nei decenni successivi, tuttavia, la katharevousa divenne sempre più arcaica, in quanto gli scrittori introducevano caratteri del greco antico (come il dativo nella flessione nominale) che non erano presenti nella versione di Korais. A questo erano spinti, in parte, per la ricerca di correttezza e coerenza interna. Per esempio, Korais aveva usato preposizioni tratte dal greco antico quando possibile, per esempio πρό + genitivo per "prima", al posto del demotico πρὶν ἀπό. Ma non aveva potuto usare ἐν per in (stato in luogo) perché esso avrebbe retto il dativo; preferiva allora scrivere εἰς + accusativo (benché esso esprimesse in come moto a luogo). Molti lo sentirono come un "compromesso inadeguato" (così lo definì Soutsos) e cercarono di far meglio; ma le opzioni erano limitate. Potevano usare ἐν con un altro caso (l'accusativo o il genitivo), tuttavia questo sarebbe sembrato un errore, esponendoli alla derisione degli altri autori. Potevano reintrodurre il dativo solo per usarlo dopo le preposizioni che lo richiedevano; ma questo sarebbe sembrato piuttosto arbitrario. Potevano infine introdurre il dativo in tutti i suoi antichi usi; questa soluzione dava la massima coerenza interna ed era anche la più facilmente difendibile contro i critici e i rivali, e finì per essere una scelta frequente.
Si riteneva inoltre che, se il greco antico era la lingua ideale, qualsiasi avvicinamento ad essa non sarebbe potuto essere che un progresso. Non solo gli scrittori nuovi risultavano più arcaisti dei loro predecessori: i singoli autori tendevano ad usare più arcaismi man mano che il tempo passava; a volte ciò accadeva persino per le differenti edizioni di una medesima opera.
Tuttavia, la questione su quali arcaismi esattamente reintrodurre provocò accese dispute fra gli accademici. Nel 1853, Panagiotis Soutsos pubblicò Nuova scuola della parola scritta, o Resurrezione dell'Antica Lingua Greca compresa da tutti. Rompendo con l'uso instillato da Korais (benché comunque continuasse a fare correzioni arcaizzanti), in questo pamphlet rigettò l'intera idea di un greco antico "semplificato", definendo la katharevousa un "esile costrutto Franco" zeppo di gallicismi, deridendo i professori universitari i cui scritti erano a malapena greci e semplicemente tradotti dal francese parola per parola. Dichiarò che "i cuori e le menti dei greci moderni saranno elevati scrivendo l'antico greco, e così impareranno Verità e Libertà".
Soutsos propose di restaurare quasi tutta l'antica grammatica nella lingua corrente. Anche Soutsos, comunque, si dava dei limiti: escluse il duale e i connettivi γάρ e οὖν; ammise inoltre che non si era ancora pronti per l'antica particella negativa οὐ, raccomandando tuttavia di evitare il demotico δέν, lasciando così i suoi emuli con poche risorse per esprimere la negazione.
Questo proposito portò all'immediato contrattacco da parte dell'acerrimo rivale di Soutsos, Konstantinos Asopios. Dopo aver rilevato errori e solecismi nella lingua stessa di Soutsos, Asopios difese l'approccio "semplificante" di Korais, pur aggiungendo la propria personale selezione di arcaismi. Ne nacque una piccola guerra di pamphlet che coinvolse altri studiosi, solleciti nel notare incoerenza, errori e traduzioni letterali dal francese nelle pubblicazioni dei rivali, nonché nel proporre le proprie idee sulla lingua e i propri sistemi di regole.
In questo clima di discordia accademica era difficile per le autorità dell'istruzione sapere quali regole insegnare nei pochi anni di istruzione accessibile a tutti i greci. Il problema si risolse nel 1856, quando un decreto reale riaffermò le decisioni degli anni '30: "Come grammatica della lingua greca... quella dell'antica lingua è la sola prescritta" per l'insegnamento nella scuola primaria: era l'unico sistema di regole coerente su cui tutti si trovavano d'accordo.

#### La deriva arcaizzante continua

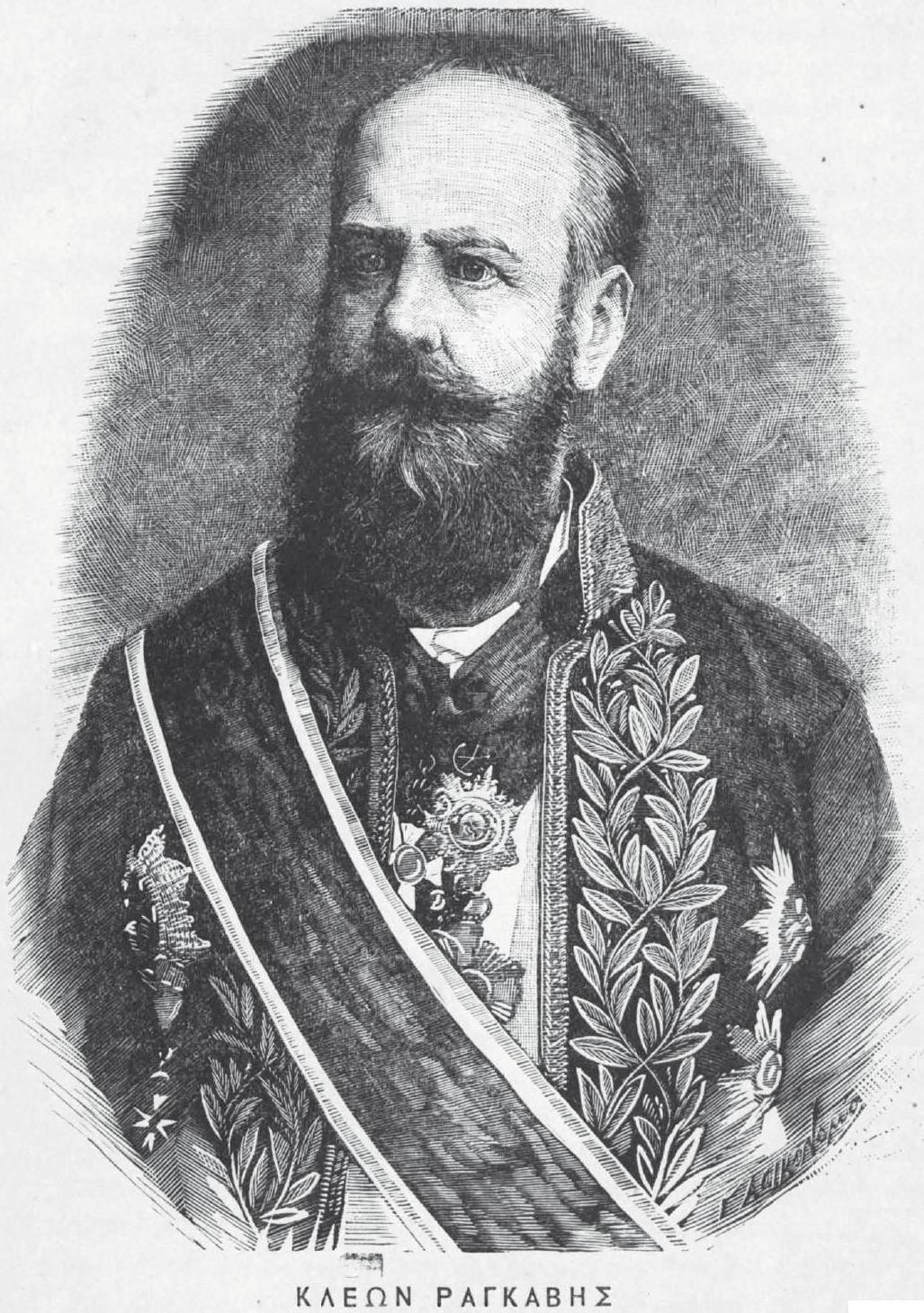
Kleon Rangavis

Frattanto, benché i dettagli fossero sotto continua disputa, la deriva verso un arcaismo sempre più spinto continuava; gli studiosi vedevano la lingua come un magnifico edificio che aveva bisogno, nel caso del demotico, di un'ingente ristrutturazione: finché l'ultimo mattone non fosse stato messo a posto, esso sarebbe sembrato sempre brutto, incompleto. Scriveva nel 1877 Kleon Rangavis (politico e celebre scrittore in Katharevousa):
Questo estratto proviene dal poema Ἰουλιανὸς ὁ παραβάτης (Giuliano l'Apostata), in cui Rangravis si cimentò nella reintroduzione dell'infinito, in disuso da tempo, nella poesia. Benché questo autore sia certamente un caso estremo, le sue ambizioni linguistiche erano ampiamente condivise: Skarlatos Vyzantios, noto per il suo dizionario del demotico, aveva scritto nel 1862 che "...la resurrezione dalla morte della nostra lingua paterna è il nostro più dolce sogno".
Rangravis continuò a scrivere lavori sempre più virtuosisticamente arcaici, ma alla fine fu uno degli ultimi arcaisti della letteratura greca.

#### Conseguenze nella lingua
Quasi tutti questi autori "si attenevano all'argomento, spesso utilizzato, che finché la gente comune (il λαός) riusciva passivamente a comprendere un certo uso, v'era una sufficiente giustificazione per adottarlo; la questione se il λαός potesse attivamente maneggiare quell'uso era generalmente ignorata".
Nella pratica, dopo cinquant'anni di esposizione a questi antichi usi, addizionati con anni di istruzione nelle scuole primarie, la "gente comune" non aveva adottato alcuno di essi. Erano invece ben disposti nell'usare i neologismi della katharevousa per le invenzioni moderne e anche alcuni creati per soppiantare i prestiti stranieri (anche se non tutti ebbero uguale fortuna), ma la "calata" delle forme del greco antico nella lingua delle persone comuni sperata da Korais e Vyzantios non avvenne. Ci si cominciò a render conto che l'influenza dello scritto sul parlato era stata sovrastimata.
Anziché ridurre le differenze con il demotico elevandolo pian piano, la katharevousa si allontanava sempre di più dalla lingua parlata, allargando l'abisso fra le due e lasciando la "gente comune" indietro. Sebbene molti greci potessero leggere e più o meno comprendere la katharevousa nell'uso ufficiale, solo una minoranza poteva utilizzarla per scriverci con una certa confidenza: era insomma divenuta, all'opposto dei propositi di Korais, una lingua elitaria.
Negli anni settanta dell' '800 il problema era divenuto serio. Nelle Isole Ioniche, entrate di recente nello Stato greco e da sempre le meno entusiaste dello status della katharevousa, Andreas Laskaratos scrisse nel 1872 che "i logiόtatoi [pedanti], nemici della nazione, pretendendo di parlare alla nazione con una lingua ritenuta migliore di quella che le è propria, scrivono e parlano in una lingua che la nazione non capisce, col risultato che essa rimane inistruita, ignorante e barbara, e di conseguenza da essi stessi disprezzata"
Un decennio più tardi, fra i logiόtatoi di Atene, persino il giovane Georgios Hatzidakis (che sarebbe divenuto uno dei più strenui difensori della katharevousa) riconosceva il problema. In una delle sue prime pubblicazioni ammetteva: "Nel nostro sforzo di rendere la lingua scritta più nobile, stiamo permettendo che il popolo greco divenga più rozzo". Tuttavia, si rifiutò esplicitamente di scrivere in demotico, che definì "la lacera lingua romaica, che non basta a niente"..

#### La fine della speranze nella resurrezione del greco antico
Verso il 1880 era ormai tacitamente accettato che il sogno di Vyzantios, di Soutsos e degli altri, durato mezzo secolo, era un'illusione. Il popolo greco non avrebbe mai usato la lingua antica come parlata quotidiana, né l'avrebbe fatto lo Stato greco. La katharevousa perse così una delle sue principali giustificazioni, quella che la vedeva come necessaria via di mezzo nella strada che portava alla restaurazione del greco antico. Doveva ora stare in piedi sui propri meriti di lingua di Stato, pratica per l'uso scritto.
Ci si adoperò per allentare la stretta del greco antico nel sistema d'istruzione: nel 1881, si cominciò a provvedere ufficialmente all'istruzione di una qualche versione di katharevousa nelle scuole elementari. Era la prima volta che una lingua diversa da quella antica veniva permessa nell'istruzione. Tuttavia il cambiamento fu lento: vi furono scuole primarie che persistettero nel vecchio uso fino al 1917, né le scuole secondarie furono autorizzate ad utilizzare altro che il greco antico fino al 1909..

### Primi passi verso una rivalutazione del demotico (1870-1880)

#### Gli inizi nelle Isole Ioniche
Le Isole Ioniche entrarono a far parte dello Stato greco solo dal 1864; culturalmente erano rimaste periferiche, e ciò fu forse una delle ragioni per cui furono le ospiti dei primi movimenti demoticisti. Se l'Antica Scuola Ateniese di letteratura si era concentrata sulla katharevousa fin dagli anni trenta, nelle Isole la Scuola Eptanesiaca aveva una tradizione di poesia demotica legata a Dionysios Solomos.
Nel 1850 Antonios Manousos pubblicò la prima raccolta di canzoni popolari greche: Canti nazionali  Fu una delle prime ventate del movimento popolare che sarebbe sbocciato una generazione dopo. Ma Manousos non aveva solo operato un lavoro di raccolta: nella prefazione inserì un dialogo satirico fra l'editore (che si esprime in demotico) e un pedante (che usa un'arcaizzante katharevousa); l'editore difende la sua decisione di preservare la lingua originale delle canzoni, mentre il pedante se ne lamenta, rendendosi ridicolo. Manousos concluse la prefazione con una lunga citazione da Ioannis Vilaras in supporto all'uso scritto del vernacolo; mise in pratica quest'idea scrivendo i commenti alle canzoni in demotico.
Questi argomenti non trovarono accoglienza favorevole sul continente. Quando nel 1853 il poeta ionico Georgios Tertsetis propose audacemente alla competizione poetica nazionale un poema in demotico (Corinna e Pindaro), la giuria commentò: "non dobbiamo sprecare le nostre forze nello sviluppo di specifici dialetti, ma concentrarci nella formazione della lingua panellenica".. La politica linguistica dell'epoca era a servizio della Megali Idea, il progetto di riunificazione dell'intera nazione greca. Vi furono alcune critiche feroci: un articolo di giornale anonimo sostenne fosse inappropriato agli Ioni, che possedevano un "dialetto povero", imporre il loro vernacolo come "lingua dei greci liberi".

#### La poesia "nazionale" di Valaoritis
Nei vent'anni successivi gli atteggiamenti si distesero pian piano: in particolare Aristotelis Valaoritis, poeta ionico e parlamentare, scrisse opere che contribuirono notevolmente all'accettazione del demotico come lingua poetica.
Da parlamentare degli Stati Uniti delle Isole Ionie, era divenuto famoso per i propri componimenti, appassionatamente patriottici, scritti in un demotico vigoroso, con dialoghi drammatici e uno stile che ricalcava quello delle canzoni popolari. Nel 1857, in anni in cui la controversa di Soutsos era ancora vivida, aveva difeso strenuamente l'uso generalizzato della "lingua del popolo" in poesia: "Nata spontaneamente, essa non è un'opera artificiale, a differenza della katharevousa [...]; [il demotico] è il solo virgulto rimasto del venerabile vecchio albero della nostra nazionalità.".
Quando, dopo la riunificazione delle Isole alla Grecia nel 1864, Valaoritis andò ad Atene per sedere nel Parlamento nazionale, la sua reputazione lo seguì: nel 1872 l'Università gli commissionò un poema commemorativo, descrivendo la sua lingua come "parlata dolcemente, ed interamente nazionale". Benché probabilmente ci si riferisse solo all'uso del demotico in poesia, le attitudini ateniesi al demotico avevano iniziato a mutare, soprattutto a partire dal 1870. Non era più la "parlata corrotta da mercato" di una generazione prima. Nel 1873, la gara nazionale di poesia fu vinta, per la prima volta, da una raccolta di poesie in demotico
La prosa, tuttavia, rimaneva dominio della katharevousa: persino Valaoritis la usava.

#### Konemenos e laQuestione della lingua
Nel 1873 Nikolaos Konemenos (cresciuto nelle Isole), ruppe questa convenzione con la pubblicazione di Το ζήτημα της γλώσσας (La questione della lingua). Scrivendo in una prosa demotica fluente, Konemenos creò una sorta di manifesto demoticista, sostenendo che la lingua parlata dovesse divenire la base della lingua nazionale anche scritta. Scrisse che "la lingua è un mezzo, non un fine", e che essa va giudicata sulla sua effettiva capacità di veicolare i significati e le emozioni. Volgarità e inappropriatezza sono proprietà del contenuto, non della lingua in sé. Inoltre, giacché persino i lόgioi (gli studiosi, i colti) accettavano ormai il demotico in poesia, esso è riconosciuto capace di veicolare anche i concetti più sublimi, arrivando ad affermare: "Io credo che la nostra lingua moderna sia una perfezione di quella antica".
Per Konemenos, come per molti altri, la questione linguistica aveva una dimensione patriottica e spirituale. "Tutte le altre nazioni hanno un presente. Noi no. [...] Disprezzando la nostra lingua e rinunciandovi, stiamo disprezzando e rinunciando al nostro presente.".
Due anni dopo, nel 1875, Konemenos pubblicò Di nuovo sulla lingua, in cui rispose ai suoi critici e sviluppò ulteriormente le proprie idee. A coloro che lo accusavano di non scrivere in puro demotico, spiegò che stava tentando di sviluppare un demotico de-regionalizzato: i sostenitori della katharevousa da sempre avevano puntualizzato che i dialetti parlati erano troppo divergenti l'uno dall'altro, cosicché sarebbe stato poco pratico usare il demotico come lingua scritta. Konemenos invece mostrò che c'era un più che sufficiente fondo comune. "Non abbiamo dialetti, ma varianti". Disse dei grammatici che essi, anziché adattare i propri termini tecnici alla descrizione della lingua vivente, stavano tentando di alterare la lingua stessa per renderla conforme ai loro canoni ormai superati, "strizzandone e limandone il corpo" per renderlo adatto agli antichi abiti. Infine, fornì una traduzione in demotico di un testo di diritto internazionale scritto in un'arcaica katharevousa. Konemenos fu fra i primi a cimentarsi in questo tipo di esercizi, che saranno molto popolari fra i demoticisti fin verso il 1960.
Purtuttavia, nonostante la lungimiranza e gli sforzi, l'opera di Konemenos ebbe, nell'immediato, un impatto modesto, dovuto anche al luogo di pubblicazione (Corfù, e non Atene) e al suo impiego come console a Patrasso, il che lo rendeva lontano dal centro culturale e politico ateniese.

#### Nuove realtà: l'Esarcato bulgaro e la crescita dei nazionalismi
La nascita nel 1870 dell'Esarcato Bulgaro sancì la fine dell'unità linguistica della Chiesa ortodossa e tolse un altro degli argomenti che avevano sostenuto l'opzione di una rivivificazione del greco antico. Molti avevano sperato che nei Balcani, ormai progressivamente abbandonati da un Impero ottomano in inesorabile disfacimento, si potesse creare un'unica comunità politica, amalgamata dall'uso ufficiale del greco antico (già lingua del culto), che potesse passare sopra alle (profonde) differenze linguistiche delle varie nazionalità che abitavano quelle regioni: di fatto nei decenni precedenti molti giovani non greci erano confluiti nelle università ateniesi, studiando l'antica lingua dell'Ellade.
A ciò si aggiunse il crescente senso nazionalistico dei popoli dei Balcani (slavi, albanesi, bulgari, romeni): la lingua era stata anche nel resto d'Europa il principale tratto identitario per la nascita degli Stati nazionali. Ogni Stato neonato, ogni nazione che aspirasse all'indipendenza promosse la propria lingua "nazionale" nell'istruzione e nell'uso pubblico. La Grecia si ritrovò arretrata su questo fronte. Sopra la Tessaglia, v'era una landa ancora ottomana, abitata da molti gruppi etnici, ove si formavano (per aiuto esterno) scuole per le varie etnie: tutte promuovevano l'uso delle rispettive lingue "nazionali", ma la Grecia finanziò scuole che utilizzavano il greco antico, coerentemente con la propria politica interna.
I tempi erano ormai maturi perché un "movimento demoticista" si sviluppasse nella politica greca.

#### Tradizioni, storia e continuità

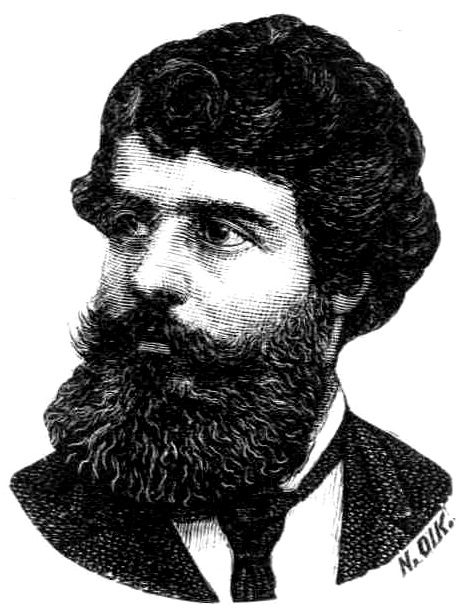
Nikolaos Politis nel 1888

Se già dagli anni cinquanta dell'800 si erano tentate raccolte di frasi, proverbi, canzoni, storie e tradizioni d'ogni tipo tratte dall'ascolto degli scolari, un primo studio accademico delle tradizioni greche fu compiuto dal giovane Nikolaos Politis con il suo Studio della cultura dei greci moderni, pubblicato nel 1871. Politis fece numerosi collegamenti fra gli usi e i costumi antichi e quelli moderni.
Lo studio della Λαογραφία (tradizioni nazionali) ebbe molto successo fra gli studiosi, ansiosi di dimostrare la continuità territoriale e culturale del popolo greco tra modernità e antichità. La situazione politica spingeva in questo senso: se la katharevousa era nata (anche) dalla necessità di deturchizzare la parlata greca all'indomani dell'indipendenza, così la laografia era funzionale allo "sforzo nazionale" contro la minaccia territoriale slava proveniente da nord.
Un nuovo atteggiamento emergeva anche nella considerazione della storia della Grecia: in Storia della Nazione Greca di Konstantinos Paparrigopoulos (1874), veniva dato eguale peso all'epoca classica e a quelle post-classiche (in particolare all'era bizantina, che ai tempi di Korais era stata alquanto denigrata come un'epoca di soggezione al dispotismo orientale: ora invece "il nostro regno medievale" veniva percepito come parte essenziale della storia della nazione).
Celebrando la continuità della storia e della cultura, il demotico fu visto come parte di questa stessa continuità, in quanto vera voce di un'antica nazione. In questo periodo, le canzoni popolari cessarono di essere chiamate tragoudia ethnika e presero il nome di dimotika tragoudia (canti demotici), unendo così la continuità della tradizione al demotico, e non alla katharevousa.
I pensatori greci si ispiravano anche ai movimenti nazionali italiani e tedeschi.

#### Sviluppi linguistici
La linguistica aveva mosso passi da gigante nel mezzo secolo trascorso dai tempi di Korais. Grazie a progressi quali la decifrazione di antichi sistemi di scrittura, la pubblicazione delle Leggi di Grimm sulla variazione dei suoni nel 1822, l'individuazione da parte di Franz Bopp delle relazioni fra le lingue indoeuropee, i lavori di Friedrich Christian Diez sullo sviluppo delle lingue romanze dal latino volgare e la dimostrazione di August Schleicher del modello ad albero per l'evoluzione delle lingue, diveniva sempre più chiaro che i cambiamenti che una lingua subisce nel corso della propria storia non sono semplici accumuli di "danni", come possono invece essere gli errori di copiatura in un manoscritto. Al contrario, i cambi fonetici sono estremamente sistematici, e così pure altri tipi di sviluppo. Era ormai evidente che, nel lunghissimo periodo, le lingue sono naturalmente soggette ad un'evoluzione, quasi fossero esseri viventi: non è perciò questione di un "deterioramento" rispetto ad uno stadio perfetto di una data lingua. Queste concezioni dettero una nuova visione al rapporto intercorrente fra il demotico e il greco antico.
Questa scuola di pensiero dei neogrammatici considerava il parlato, piuttosto che lo scritto, la vera radice della lingua. Usualmente, è il parlato che si modifica, seguìto subito o a distanza dallo scritto. Questo spiegava perché la "calata dall'alto" di antiche forme dalla katharevousa al demotico non si era verificata.
In questo sottofondo intellettuale si scontreranno i due più eminenti linguisti greci del tempo: Hatzidakis a favore della katharevousa, e Ioannis Psycharis in favore del demotico.

### Il risorgimento del demotico (1880-1888)

#### La generazione del 1880: la poesia si converte al demotico

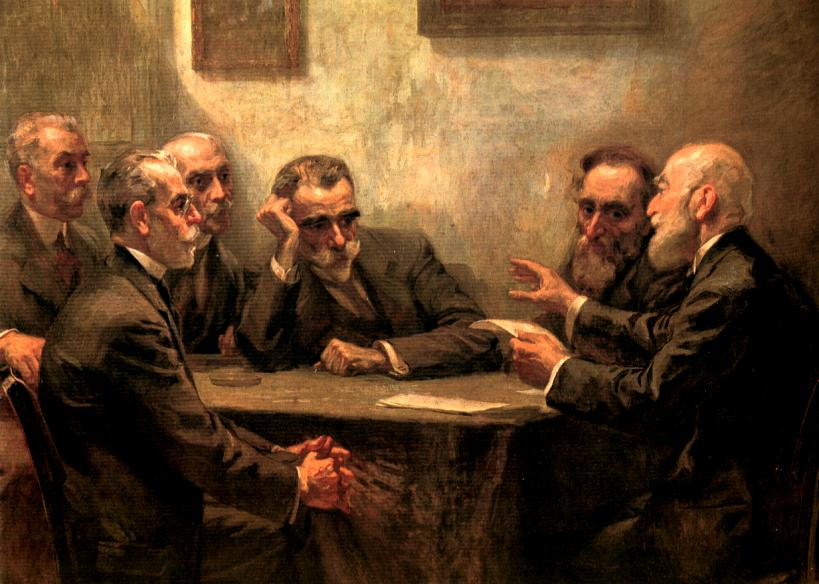
Alcuni membri della generazione dell'80 in vecchiaia: I poeti di Georgios Roilos, 1919. Drosinis è il secondo da sinistra; Palamas è al centro.

La Generazione del 1880, chiamata anche Nuova scuola ateniese, debuttò nel 1880 con la pubblicazione della prima raccolta di poesie di Georgios Drosinis Nikos Kampás. In contrasto con la vecchia scuola, quella della poesia di Soutsos e dei suoi contemporanei, che aveva usato una katharevousa sempre più arcaica, queste nuove opere erano soprattutto in demotico; la successiva raccolta di Drosinis, Idilli (1884), si ispirava a temi desunti dalla tradizione popolare grazie ai lavori di laografia.
La figura chiave della Generazione del 1880 fu un amico di Drosinis e Kampas, Kostis Palamas, che pubblicò la propria prima raccolta di poesie, I canti della mia patria, nel 1886. Erano tutti componimenti in demotico. In poco più di un decennio, il demotico aveva soppiantato la katharevousa come lingua di preferenza per la poesia ateniese.
La stampa fu rapida nell'adattarsi a questa realtà e nel farsene veicolo. Già nel 1880 alcune riviste (tra cui la prestigiosa Estia e il quotidiano Akropolis) si erano aperte alle poesie demotiche. Dal 1889, Estia diverrà uno dei sostenitori del movimento demoticista..

#### L'insoddisfazione per lakatharevousanella prosa narrativa
Benché la poesia venisse passo a passo conquistata al demotico, la prosa narrativa negli anni '80 dell'800 rimaneva pressoché interamente scritta in katharevousa. I tre principali romanzieri del tempo, Alexandros Papadiamantis, Georgios Vizyinos e Emmanouil Roïdis, erano maestri di stile della katharevousa. Ma mentre altre prose potevano essere interamente in katharevousa, i romanzi necessitavano di un po' di demotico, perlomeno per avere dei dialoghi realistici. i tre autori affrontarono questa necessità in diverse maniere.

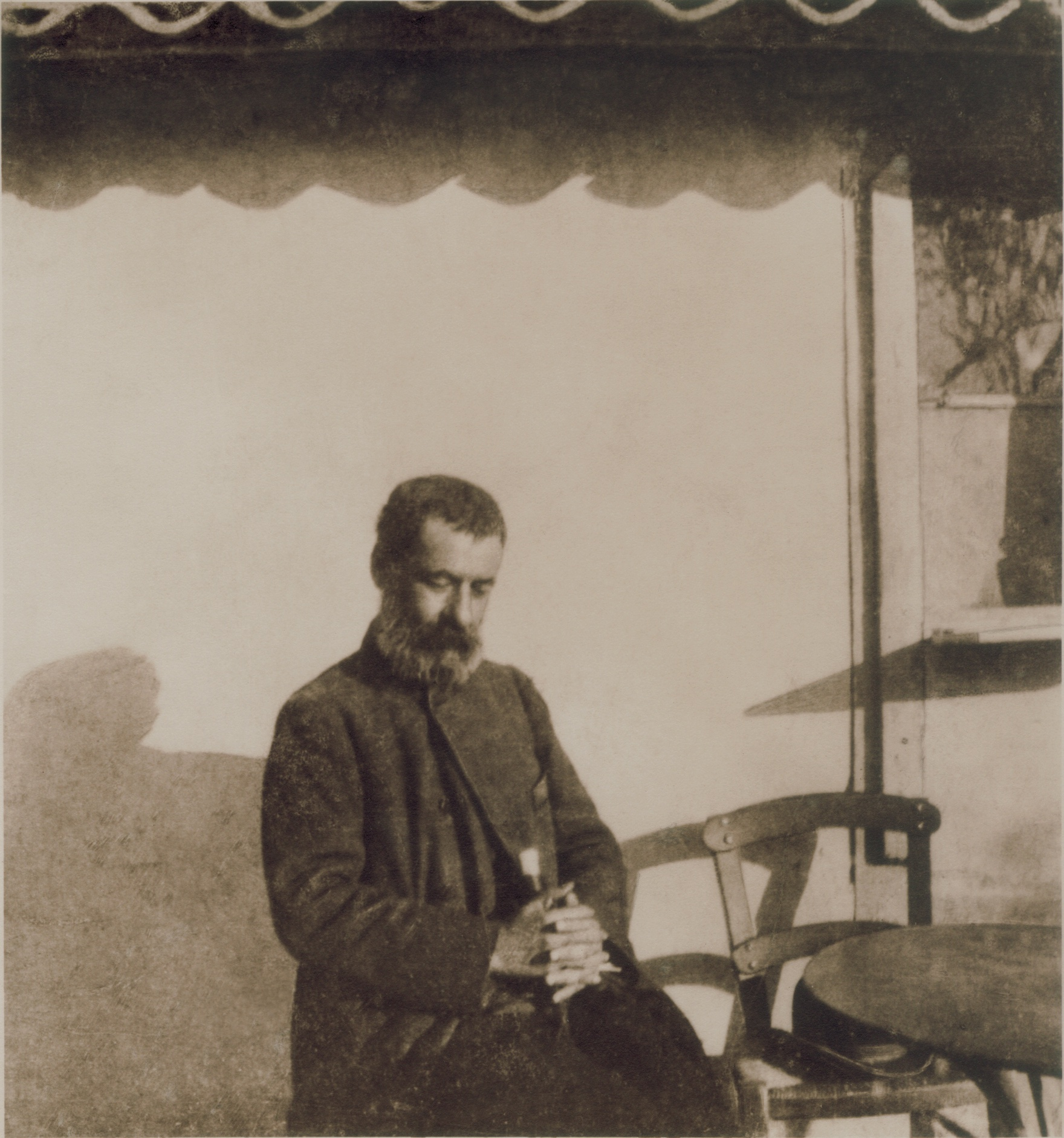
Papadiamantis fotografato da Pavlos Nirvanas, 1906

Papadiamantis divenne famoso per intervallare una narrazione in katharevousa (con uno stile quasi liturgico) con riflessioni interiori e riminiscenze in demotico, e con dialoghi in un dialetto locale. Creò così una ricchezza di testo che è stata di rado eguagliata (e pressoché impossibile da tradurre in altre lingue). Nelle storie della propria infanzia, il narratore adulto scrive in katharevousa in contrappunto con la voce demotica del sé stesso bambino, e la differenza di lingua suggerisce una toccante distanza fra il ragazzino e l'uomo che diventerà. Papadiamantis non espresse mai insoddisfazione per la katharevousa come mezzo artistico..

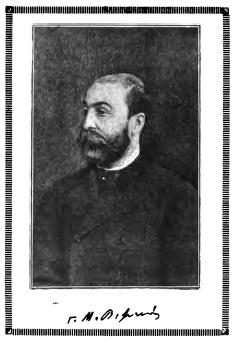
Georgios Vizyinos nel 1894, dalla rivista Ποικίλη Στοά

Vizyinos, invece, aveva un rapporto differente con la katharevousa e con l'infanzia. In un passo, ricorda la confusione e lo smarrimento nel venir forzato, nei primi anni di scuola, a chiamare un melo con l'antica parola μηλέα, anziché che col demotico μηλιά. Dopo essere stato picchiato dal maestro si decise ad un compromesso: i meli in generale potevano essere μηλέα, ma quello nel giardino di famiglia sarebbe per lui sempre rimasto μηλιά.
Vizyinos (proveniente da una famiglia umile) fu uno dei primi a dare voce alle generazioni di allievi ai quali, iniziata la scuola, fu detto che i nomi che essi davano alle cose erano inaccettabili, e che avrebbero dovuto imparare i nomi greci antichi per quelle stesse cose; anticipò il lavoro che vent'anni dopo faranno Fotiadis e i demoticisti. Vizyinos stesso sottolineò l'importanza delle conseguenze dell'istruzione; concluse che "la mania di coloro che vogliono insegnare non la natura delle cose [...] ma parole non familiari [...] rende l'istruzione greca uno sforzo sisifeo e condanna la nazione alla peggior morte possibile, per carestia spirituale! Per queste ragioni la questione concernente la lingua greca è, dal mio punto di vista, più vitale della questione orientale.
In altri suoi lavori Vizyinos iniziò a mettere gran parte delle narrazioni in bocca e in testa a persone comuni, cosicché gran parte del testo poteva essere in demotico, inframmezzato da passaggi in katharevousa.
Roïdis, per contro, era noto per la propria prosa in pura katharevousa, usata con precisione e sottile ironia. Proveniente da un ambiente benestante e cittadino, ebbe pochi contatti col demotico rurale, e si specializzò in pubblicazioni satiriche. Aveva critiche proprie alla katharevousa e le esporrà in Gli idoli (1893).

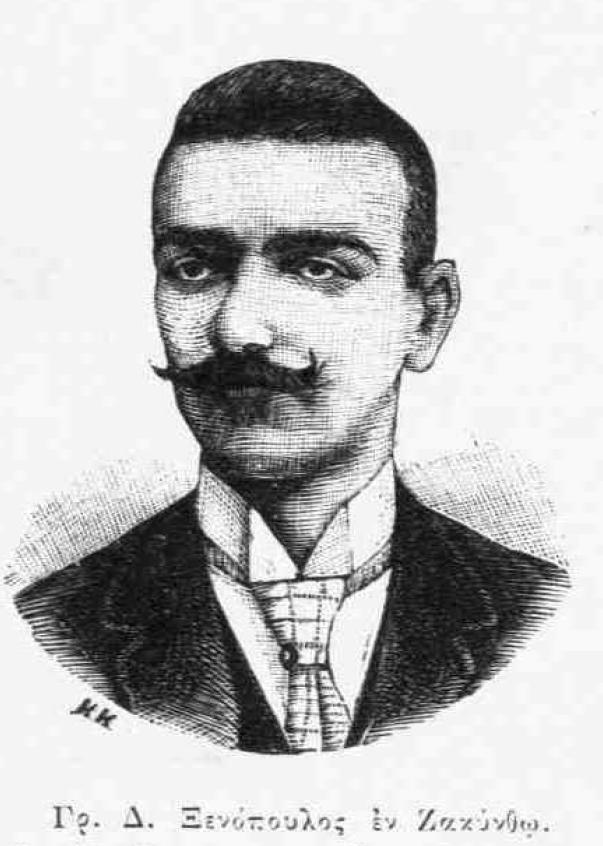
Grigorios Xenopoulos nel 1888

Alcuni della generazione successiva di giovani prosatori si mostrarono scontenti della katharevousa come mezzo artistico. Nel 1883, in un prologo al suo primo romanzo, Grīgorios Xenopoulos scrisse che "la lingua greca, o piuttosto quella mostruosa mistura che i greci di oggi chiamano lingua, è un abisso" che causa tali difficoltà per chiunque volesse usarla che in realtà scoraggia dallo scrivere. Non molto tempo dopo, nel suo romanzo Nikolas Sigalos, mise simili accenti nelle riflessioni di un romanziere: "Il diavolo! ... Si può chiamare questa una lingua? È scrivere, questo, o è tradurre? Che cosa ho fatto in tutto questo tempo? Ho tradotto in questa cosiddetta katharevousa ciò che penso in vernacolo, nella mia lingua madre. Katharevousa! ... Una mostruosità ... !". La visione di Xenopoulos fu forse la più influente: egli non era uno scrittore dilettante scoraggiato dalla lingua, ma uno degli uomini di lettere più eminenti di Grecia.
L'insoddisfazione espressa da Vizyinos e Xenopoulos (e più tardi da Roïdis) costituì un nuovo sviluppo nella vita letteraria greca. Trent'anni prima, le autorità ateniesi in materia erano tutte d'accordo con quanto Rangravis aveva definito nel 1853 "la dignitosa formazione della lingua panellenica", benché vi fossero discordie su quanto arcaica essa dovesse essere. Ora queste nuove critiche provenivano non da qualche sperduta isola ionica: erano invece mosse da eminenti scrittori di katharevousa che facevano parte essi stessi dell'autorità ateniese.
La katharevousa stava per ricevere altre critiche, di tipo diverso, da una parte ancora più legata all'autorità.

#### La controversia di Kontos (1882)
Nel 1882 il filologo classico Konstantinos Kontos, professore all'Università d'Atene, pubblicò Osservazioni linguistiche sul greco moderno, una raccolta di duecento osservazioni in cui notava errori grammaticali e oscillazioni semantiche nelle opere di autori da Voulgaris in poi, tra cui Korais, Doukas e Asopios. Korais stesso aveva inteso la katharevousa come una sorta di sottoprodotto del greco antico, che obbedisse alle sue regole (con qualche compromesso). Kontos tuttavia dimostrò che persino gli scrittori più istruiti infrangevano di continuo le regole basilari della grammatica antica.
Kontos asserì che il compromesso di Korais non era più necessario, vista la piega estremamente arcaica che aveva preso la "lingua" (non usò mai il termine katharevousa). Ai suoi occhi, ciò che non combaciava con le regole antiche era sbagliato. Non dette un'analisi degli errori né suggerimenti su come evitarli: semplicemente li indicò.
La conoscenza di Kontos del greco antico era impareggiabile, e molte delle sue osservazioni erano nei fatti corrette. Tuttavia la principale conseguenza delle Osservazioni linguistiche fu alimentare e accrescere l'impressione che la katharevousa fosse pressoché impossibile da usare correttamente.

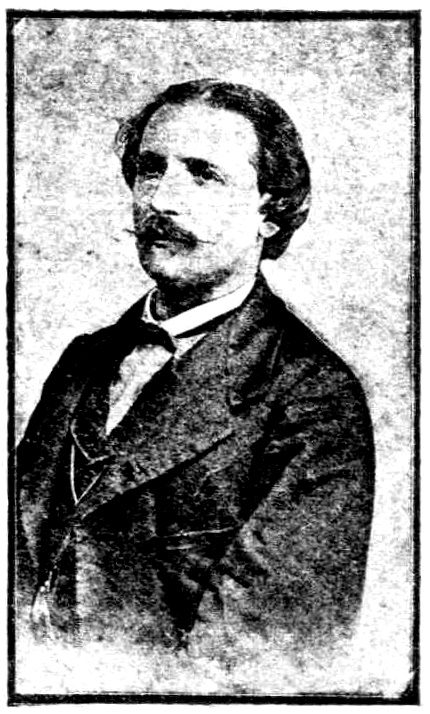
Dimitrios Vernardakis nel 1890

Dopo un paio d'anni, Kontos ricevette una risposta: Una censura dello pseudo-atticismo, di Dimitrios Vernardakis, un altro professore. In esso Vernadikis difendeva la versione corrente della katharevousa, e criticò Kontos per la sua puntigliosità arcaista, quando avrebbe dovuto preoccuparsi dei problemi dell'istruzione greca. Criticava comunque anche il nuovo demotico poetico, definendolo inautentico, non corrispondente al vero demotico della "gente comune". In questo aveva le sue ragioni, in quanto i poeti della Nuova Scuola Ateniese stavano, più o meno coscienziosamente, lavorando ad una forma deregionalizzata di demotico per l'uso nazionale. Vernardakis mise in guardia contro questo tentativo, asserendo che essa avrebbe corrotto "la lingua del popolo".
Nello stesso anno (1884) il giovane Hatzidakis, anch'egli professore all'Università d'Atene, replicò con il suo Studio sul greco moderno, o processo alla censura dello pseudo-atticismo, in cui difendeva Kontos e la sua insistenza sugli errori grammaticali. In quanto linguista della nuova generazione, Hatzidakis era ben conscio della storia evolutiva del demotico e riconosceva la katharevousa come una costruzione artificiale, una Kunstsprache. Rimase fermo però sul fatto che, essendo il suo uso ormai piuttosto affermato, la katharevousa doveva essere usata correntemente e coerentemente, in linea, fintantoché possibile, con gli antichi modelli. Dopotutto, scriverà in seguito, la katharevousa '"non è più difficile da imparare di qualsiasi altra lingua straniera.".
Hatzidakis conosceva bene anche la storia evolutiva delle altre lingue europee, e in particolare il ruolo che Dante Alighieri aveva avuto nel trasformare il vernacolo toscano, discendente come le altre parlate italiane dal latino volgare, in una lingua pan-italiana letteraria. Riconobbe che la stessa cosa potesse alla fine avvenire anche in Grecia, e sperava nell'adozione del demotico per tutti gli usi, ma solo dopo che fosse giunto "un Dante o uno Shakespeare" a costruire un "solido edificio letterario" che pareggiasse la Divina Commedia e stabilisse uno standard. Hatzidakis rimase di questa idea fino alla fine della sua lunga vita. Pur ammettendo, in teoria, la possibilità di usare il demotico come lingua scritta, non avrebbe mai concesso che esso fosse pronto.
Questa idea del demotico che ancora aspetta il proprio Dante apparirà spesso, nei decenni successivi, presso molti autori.
Va notato che nessuno dei partecipanti a questa disputa (nemmeno Kontos) sperava ormai più nella resurrezione dell'antico greco: nella prospettiva della linguistica evoluzionistica, sarebbe stato come chiedere agli italiani moderni di tornare a pensare e parlare in latino classico.

#### Roïdis: la diglossia eGli idoli

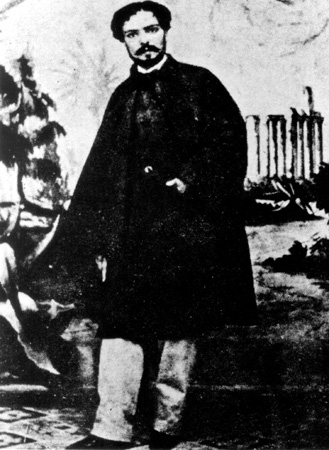
Immanuil Roïdis

Frattanto Roïdis aveva lavorato alla formulazione della propria personale critica dello stadio corrente della lingua greca, dal suo punto di vista di campione della katharevousa.  Già nel 1885 aveva puntualizzato come fosse ormai divenuto impossibile scrivere senza essere costretti a scegliere tra parole e forme grammaticali che erano "o esiliate dal nostro discorso scritto perché volgari, o arcaiche e perciò aliene per la lingua parlata.".
Nel 1885 coniò il termine diglossia (che avrà molta fortuna, anche al di fuori dell'ambito greco) per descrivere la situazione in cui, per esempio, i parlamentari usavano la katharevousa nei discorsi preparati ma poi usavano il demotico nei dibattiti. Roïdis notò come non fosse semplicemente un problema di scritto contro parlato, essendo entrambe di fatto ambiti di parlato, ed esattamente sugli stessi argomenti; né poteva essere una questione di livello di istruzione o classe sociale, giacché le stesse persone usavano ambedue. Anziché passare a uno stile o a un registro più informale, come accade in altre lingue, i parlanti passavano sostanzialmente da una lingua ad un'altra, distinte sia grammaticalmente sia lessicalmente.
Sempre in quell'anno, iniziò a lavorare ad un lungo trattato sulla questione linguistica, Gli idoli, che fu completato nel 1888. Gli "idoli" del titolo erano le credenze dei puristi: che il moderno greco parlato fosse corrotto, povero nel vocabolario e spezzato in tanti dialetti differenti. Scrivendo con la propria accurata katharevousa, Roïdis introdusse un'ampia gamma di prove linguistiche, smontando freddamente ogni argomento.
Ritornò anche su uno dei suoi antichi argomenti, e cioè che fosse impossibile usare la katharevousa per descrivere semplici azioni e oggetti quotidiani (come il cibo, i vestiti, gli utensili...) senza suonare ampollosi, artefatti, innaturali. Sotto questa luce, la tecnica di Papadiamantis, Vizyinos e gli altri (che mettevano molte descrizioni di oggetti ed eventi in citazioni di discorsi in demotico) appariva, più che una scelta artistica, un'azione forzata dalle deficienze della katharevousa.
Tuttavia, quando passò ai suggerimenti su quanto bisognasse fare contro questo infelice stato di cose, tutto ciò che Roïdis poté consigliare fu un cambiamento graduale, per cui usò l'espressione καθαρισμὸς τῆς καθαρεύουσας (purificazione della katharevousa, che ad un greco suona come purificazione della [lingua] purificata).

### L'impatto di Psycharis (1888-1897)

#### Il mio viaggio

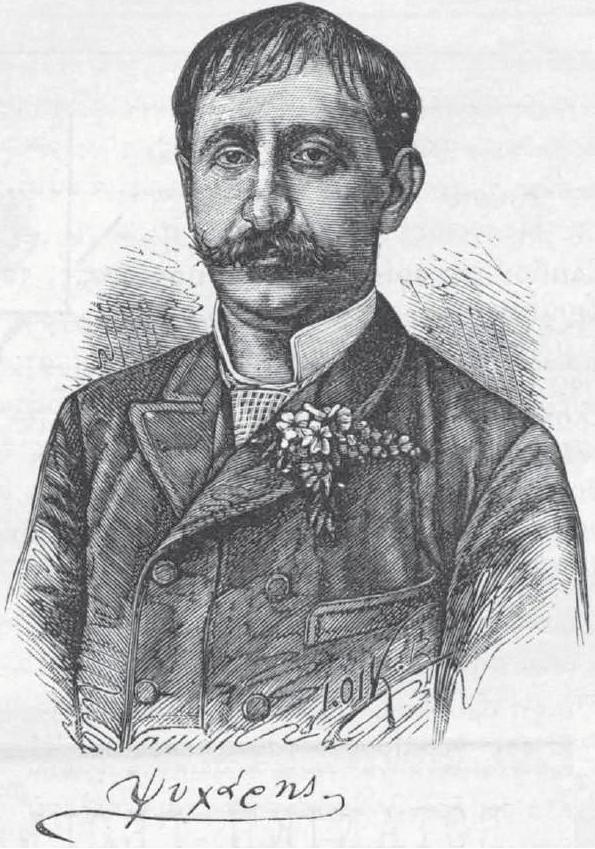
Ritratto di Psycharis in Ποικίλη Στοά, 1888

La pubblicazione nel 1888 di Il mio viaggio di Ioannis Psycharis segnò una rottura con il precedente andamento della discussione della questione linguistica. Benché Psycharis fosse un importante linguista, appartenente al mondo accademico, Il mio viaggio fu scritto interamente in demotico; egli chiedeva a viva voce l'immediato abbandono della katharevousa e l'adozione del demotico per tutti gli usi scritti.
A quel tempo Psycharis era assistente del professore di greco all'École spéciale des Langues orientales di Parigi, e Il mio viaggio descriveva una sua visita del 1886 a Costantinopoli, Chio e Atene. La narrazione era intervallata da osservazioni sulla lingua, la politica e la cultura greche. Questo stile consentiva a Psycharis di osservare e commentare da osservatore esterno cose che gli parevano assurde, ma che erano ritenute ovvie dai locali. Il suo argomento centrale era che la lingua parlata fosse la vera voce della nazione greca, e che la Grecia dovesse abbracciare e reclamare questa lingua ancestrale: solo allora avrebbe potuto reclamare anche le sue "terre ancestrali" (quelle che anticamente erano appartenute ai Greci ma che non erano parte dello Stato greco moderno).
Come linguista neogrammatico, Psycharis calcava molto sull'importanza dell'osservazione della vera lingua parlata, e ammoniva i suoi seguaci di "prendere il barcaiolo come nostro maestro [...] e scorrere e studiare la nostra lingua ai piedi del sarto e del calzolaio"
Come patriota greco, invece, calcava sul legame tra la questione linguistica e la questione orientale. Nel primo paragrafo dell'introduzione dichiarava: "Lingua e patria sono la stessa cosa. Lottare per la patria o per la lingua nazionale è un solo identico problema".

#### La visione di Psycharis dellakatharevousae della sua fonologia
Per quanto riguarda la katharevousa, Psycharis la riteneva una costruzione artificiale, una distrazione o una deviazione dal normale corso della lingua. Essendo stata assemblata da una selezione (più o meno arbitraria) di caratteristiche del greco antico, non aveva una naturale coerenza interna che potesse essere oggetto di studio scientifico; perciò non c'era alcun metodo rigoroso per determinare la correttezza o la scorrettezza di un certo costrutto. Sottolineò anzi come spesso, non avendo un proprio metodo per generare nuovi costrutti, spesso li avesse semplicemente presi in calco dal francese. Ad esempio, analizzando l'espressione, trovata su un giornale, ἐλάμβανε τὸν κόπον (letteralmente prese il problema), vi lesse sotto chiaramente (essendo lui sostanzialmente madrelingua anche francese) l'espressione il prenait la peine, lo disegnò così:
Nella visione di Psycharis, era questa mancanza di una struttura interna organica che rendeva la katharevousa così notoriamente disponibile a prendere in prestito costruzioni francesi tradotte a volte parola per parola..
Il mio viaggio conteneva anche argomentazioni fonologiche sulla katharevousa. Hatzidakis e Psycharis erano fra i primi linguisti greci ad ammettere che la pronuncia greca era sostanzialmente mutata nei millenni (pur venendo sempre identicamente scritta). Ciò significava che un greco moderno che leggeva ad alta voce un passaggio di un'arcaica katharevousa con la pronuncia convenzionale delle lettere avrebbe dato voce ad una lingua totalmente artificiale, che suonava totalmente diversa da quella del tempo di Platone. Addirittura per certi aspetti la katharevousa si allontanava dalla pronuncia antica più ancora del demotico.

#### Il demotico diIl mio viaggio
Il mio viaggio era la prima opera in prosa di una certa lunghezza scritta interamente in demotico. Tuttavia, la narrazione era in prima persona: non dava perciò la stessa impressione di novità che avrebbe avuto uno scritto ufficiale redatto in demotico. Era insomma tutto sommato abbastanza prossimo ai canoni del tempo per essere ampiamente diffuso.
La lingua era basata su una mistura deregionalizzata di forme prese dal demotico parlato ad Atene e a Costantinopoli (ma non da quello delle Isole Ionie). Nell'edizione del 1905 Psycharis dette allo scritto un aspetto ancor più ateniese e meno costantinopolitano. Un estratto di questa edizione:
Il demotico usato da Psycharis era il più sistematico e meno compromissorio che si vedesse "dai tempi di Vilaras e Psalidas". Era il prodotto della dottrina linguistica padroneggiata da Psycharis, che il suo allievo André Mirabel avrebbe definito "una credenza nel continuo sviluppo della lingua greca fin dall'antichità; una credenza nell'assoluto rigore delle sue leggi fonetiche; una credenza nella necessità di sviluppare e istituzionalizzare una lingua scritta comune e unificata sulla base dell'uso parlato."
Questa dottrina portò Psycharis a eradicare tutte le tracce della katharevousa dal suo scrivere, ritenendo che fossero aggiunte artificiali alla struttura, evolutasi invece naturalmente, del demotico. Pretese anche di avere un comprensione scientifica unica di questa struttura, supportata da rigorose e provabili leggi fonetiche e da osservazioni, e questo lo portò a coniare ed usare un certo numero di nuove parole che, diceva, sarebbero state quelle che il demotico avrebbe prodotto da sé se non avesse avuto l'influenza distorcente della katharevousa.
Per alfabeto, per esempio, si rifiutò di usare il termine della katharevousa ἀλφάβητον alfàviton, inventando invece ἀρφάβητο arfàvito. Questi nuovi coni non incontrarono un appoggio universale, né allora né poi: "Le versioni inventate da Psycharis suonavano come pronunce sbagliate di parole dotte proferite da persone incolte".
Questa sostituzione di parole della katharevousa con altre in stile demotico fu uno dei tratti più distintivi della prosa di Psycharis. Uno degli effetti di questi coni fu la riduzione della sovrapposizione tra il vocabolario demotico e quello della katharevousa. Certe parole comuni, come ἀλφάβητον, erano sempre state usate nel parlare quotidiano tanto quanto negli scritti accademici: Psycharis stava deliberatamente lavorando a erodere questo fondo comune, e dichiaratamente lo faceva per creare un demotico totalmente esente dalle influenze puriste.

#### Ricezione diIl mio viaggio
Psycharis era riuscito a riportare la questione alla ribalta nella discussione intellettuale, che sarà dominata dal problema per quasi un secolo. Il mio viaggio ebbe un'accoglienza varia: c'era, innanzitutto, un'opposizione pressoché universale all'idea di Psycharis di non lasciare traccia della katharevousa nel demotico; inoltre si discuteva su chi avesse il diritto di cambiare la lingua.
Ad esempio, nel 1895 Konemenos, che era un demoticista impegnato, prese spunto da alcuni argomenti fonologici di Psycharis e pretese una voce, insieme a quella "del marinaio, del calzolaio e del sarto", nel rifacimento della lingua scritta. Fu anche fra i molti che criticarono il fatto che, a dispetto della pretesa imparzialità scientifica nell'osservazione di Psycharis, molte delle sue parole in una nuova forma demotica non erano mai state usate davvero nella lingua parlata.

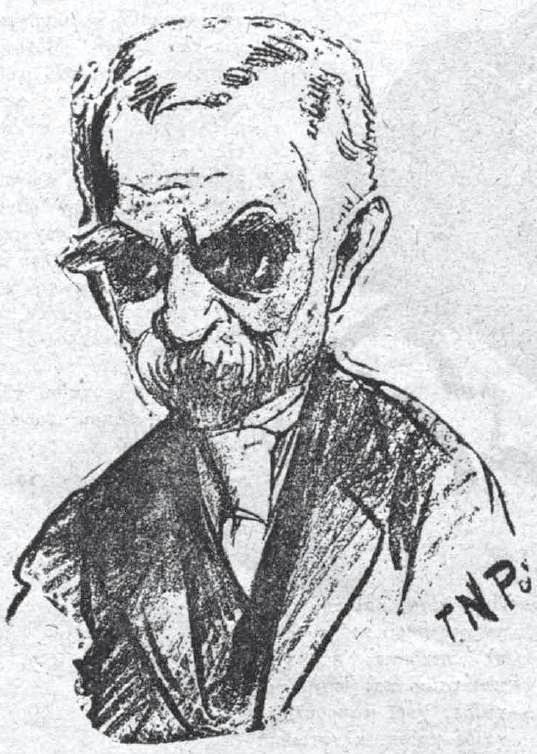
Angelos Vlachos nel 1898, dalla rivista Estia.

Angelos Vlachos criticò l'uso di creare parole secondo "regole etimologiche senza precedenti"; puntualizzò ai poeti che scrivevano in demotico che la vera lingua del popolo era quella della poesia popolare e che essi invece ne facevano una mistura: "Non è la lingua della poesia popolare, né quella comunemente parlata dal popolo greco, nemmeno uno specifico dialetto greco, ma è tutte queste cose e qualcosa in più".
Fra le risposte a Vlachos, vi fu quella di Iakovos Polylas in La nostra lingua letteraria; egli era un demoticista convinto e aveva anche pubblicato una traduzione dell'Odissea in versi demotici; pure egli considerava ottima la lingua mista nata dall'incontro fra il λαός e λόγιοι, e riteneva che il demotico dovesse ben accogliere le parole della katharevousa dove necessario per "lo sviluppo organico della lingua nazionale". Riferendosi alla descrizione di Vlachos del nuovo demotico come mistura di molte cose "e qualcosa di più", Polylas fece notare che la stessa cosa si poteva dire di tutte le lingue letterarie europee, e che era proprio di questo che la Grecia abbisognava..
In questi anni il termine γλωσσοπλάστης (creatore della lingua) si diffuse, per indicare, come "lode", quei poeti che si sforzavano di ampliare le potenzialità lessicali del demotico e di dimostrarne la capacità produttiva.
Anche Palamas criticò sia Psycharis sia Vlachos: respinse le loro due nozioni di "purezza" del demotico, notando che il vero padrone della lingua è l'insieme dei parlanti e che, essendo il poeta fra di essi, egli ha perfettamente il diritto di inventare nuove parole o desumerle dalle fonti a suo piacere (fossero queste fonti il greco antico, la katharevousa o qualsiasi altra cosa). Palamas stesso si conformò a questi principi nel proprio scrivere e si confermò un esperto glossoplasta.
Sull'altro versante, i puristi sostenitori della katharevousa difendevano strenuamente lo statu quo. Katzidakis nei primi anni '90 ribadì la propria idea secondo cui custode della lingua scritta era la comunità accademica, e che questa lingua era indipendente da quella parlata. È comunque significativo che proprio in questi anni si andasse affermando il termine katharevousa per riferirsi alla lingua scritta purificata, mentre nei decenni precedenti di solito la si indicava semplicemente come "greco scritto".

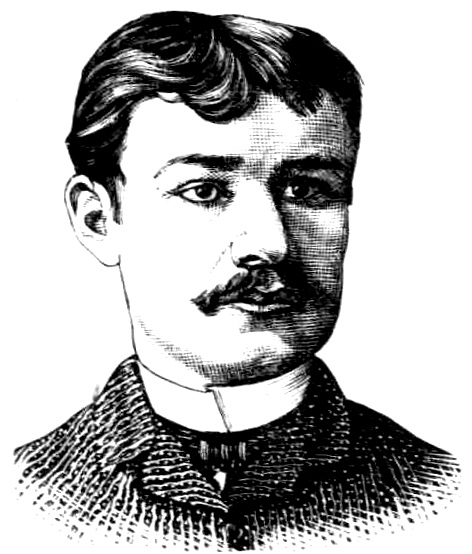
Andreas Karkavitsas nel 1888

Uno dei motivi ricorrenti alle critiche a Psycharis era relativo alla mancanza di un'esposizione chiara dei principi secondo cui aveva creato le nuove parole; Psycharis non completò mai la grammatica di demotico a cui lavorò fino alla morte (e fu definita "inutilizzabile" da chi ne lesse alcuni estratti), per cui molte sue scelte apparirono quantomeno arbitrarie, in quanto oscure. Il problema sarebbe stato marginale se i suoi nuovi conî fossero suonati naturali all'orecchio dei grecofoni, ma troppo spesso questo non accadeva, e Psycharis non sembrava rendersene conto. Questo si poteva imputare alla sua istruzione straniera e alla debolezza del suo demotico, che egli beatamente riconosceva nella propria corrispondenza: "Devi proprio insegnarmi il romaico; è ora passata" e "Ho orecchio per il francese, e molto fino... Per il romaico non ce l'ho".
Simili limitazioni si estendevano alla sua produzione romanzesca. Psycharis avrebbe in seguito pubblicato dei romanzi nel suo demotico, ma essi venivano giudicati poco convincenti, principalmente perché tutti i personaggi parlavano come Psycharis. Fallì nel dimostrare la gamma stilistica di cui abbisogna una lingua viva (benché egli non se ne avvedesse: si considerava il più grande romanziere greco vivente). Psycharis, insomma, non poteva essere un Dante che ricreava una lingua col proprio genio letterario.
In un'intervista del 1893, Andreas Karkavitsas (che nel 1896 avrebbe pubblicato il primo romanzo scritto in demotico, Il mendicante) dichiarò che Psycharis "vede la lingua da un punto di vista scientifico, e perciò scrive il demotico senza sentirlo".

#### L'influenza della personalità di Psycharis
Psycharis non era un uomo con cui era facile lavorare. Così lo descrive Mackridge: "Era un uomo ostinato e presuntuoso, appassionato di schemi grandiosi, con un bisogno psicologico di imporre agli altri la propria personalità e le proprie visioni. Credeva di essere praticamente la sola persona ad avere una comprensione chiara dei problemi della Grecia e la missione di risolverli praticamente da sé.[...] Nel caso i suoi punti di vista fossero educatamente messi in dubbio dagli alleati o sfidati dai nemici, piantava i piedi e si rifiutava sistematicamente di riconoscere che un qualsiasi argomento contrario ai suoi potesse avere uno iota di giustificazione".
In un'intervista del 1893, Papadiamantis ne criticava la "monomania", il desiderio "psicotico" di imporsi come "creatore e maestro dell'intera nazione", benché fosse "un levantino, un chiota, quasi uno straniero, un aristocratico, un fanariota", non realmente in contatto con il modo in cui la gente davvero parlava.
Psycharis prendeva qualsiasi opposizione come un attacco personale (sfidando persino, in un'occasione, a duello Hatzidakis). Si riteneva l'unico fondatore del movimento demoticista (nel 1919 dirà di sé "Psycharis sta al demoticismo come Marx sta al socialismo"). Si riteneva anche la prima persona ad aver scritto il demotico in prosa, ignorando gli scrittori ioni (così come escluse ogni influenza ionia dalla propria prosa). Egli divideva il mondo fra alleati e nemici, senza nulla in mezzo. "Persino la lingua romaica non possiede parole per esprimere quanto sono disgustato dai ρωμιοσύνοι" (ovvero da coloro che non riteneva abbastanza entusiasti del suo programma). Di Papadiamantis dirà: "Papadiamantis? Mai sentito. Chi è e che cosa ha scritto?" (e all'epoca Papadiamantis era largamente considerato il principale romanziere greco).
Questi atteggiamenti, inevitabilmente, allontanarono da Psycharis persone che potevano essergli alleate, e in prospettiva divisero il movimento demoticista. Psycharis fu un'arma a doppio taglio per il movimento: se Il mio viaggio aveva risvegliato il dibattito intellettuale sulla questione, la testardaggine dell'autore e il suo rifiuto di qualunque compromesso alla varietà da lui proposta finirono per provocare una reazione estrema alla sua visione, e forse fu una delle cause dell'allungarsi per molti altri decenni della questione linguistica.
Queste reazioni estreme, comunque, si svilupparono col tempo, anche perché fino all'avvento del nuovo secolo il dibattito rimase tutto sommato positivo e sereno.

#### I seguaci di Psycharis: Eftaliotis e Pallis
Psycharis, con la propria personalità e il proprio carisma, reclutò diversi sostenitori al di fuori delle autorità letterarie, e in particolari fra i membri della diaspora greca (i greci che, come lui, lavorarono al di fuori della Grecia per la maggior parte della loro vita). Fra questi, in particolare, vi furono Argyris Eftaliotis e Alexandros Pallis.
Eftaliotis (il cui vero nome era Cleanthis Michailidis) era diventato uno scrittore di demotico ispirato dalla lettura di Il mio viaggio dopo una visita nella sua nativa Lesbo. Fu uno dei prosatori demotici della nuova generazione, ma non era solo uno scrittore di racconti e poeta: divenne uno dei sostenitori più fervidi di Psycharis, con cui intrattenne una fitta corrispondenza (poi pubblicata).
Alexandros Pallis era uno stretto amico di Eftaliotis che come lui lavorava fra l'Inghilterra e l'India. Molto ricco, spese molte sostanze per finanziare attività letterarie in demotico, anche per opere di Palamas, Eftaliotis, Xenopoulos and Karkavitsas. Pubblicò anche opere proprie, iniziando nel 1892 con la prima parte di una traduzione dell'Iliade, molto più strettamente demotica che non l'Odissea di Polylas. Tradusse poi anche il Nuovo Testamento.
È opportuno sottolineare che Psycharis, Eftaliotis e Pallis erano tutti e tre nati sul suolo greco e tutti e tre forniti di un grande senso patriottico, ma anche profondamente calati in mondi francofoni o anglofoni in cui la diglossia era sconosciuta, alimentando la loro impressione che il caso greco fosse un unicum da correggere con un ingente intervento letterario (in realtà, benché il caso greco fosse particolarmente delicato e aggravato, la diglossia era rinvenibile in altri Stati europei, come la Norvegia, il sud della Francia occitanofono, l'Italia in cui l'italiano stentava ancora ad affermarsi sui dialetti).

#### 1897: l'umore nazionale cambia

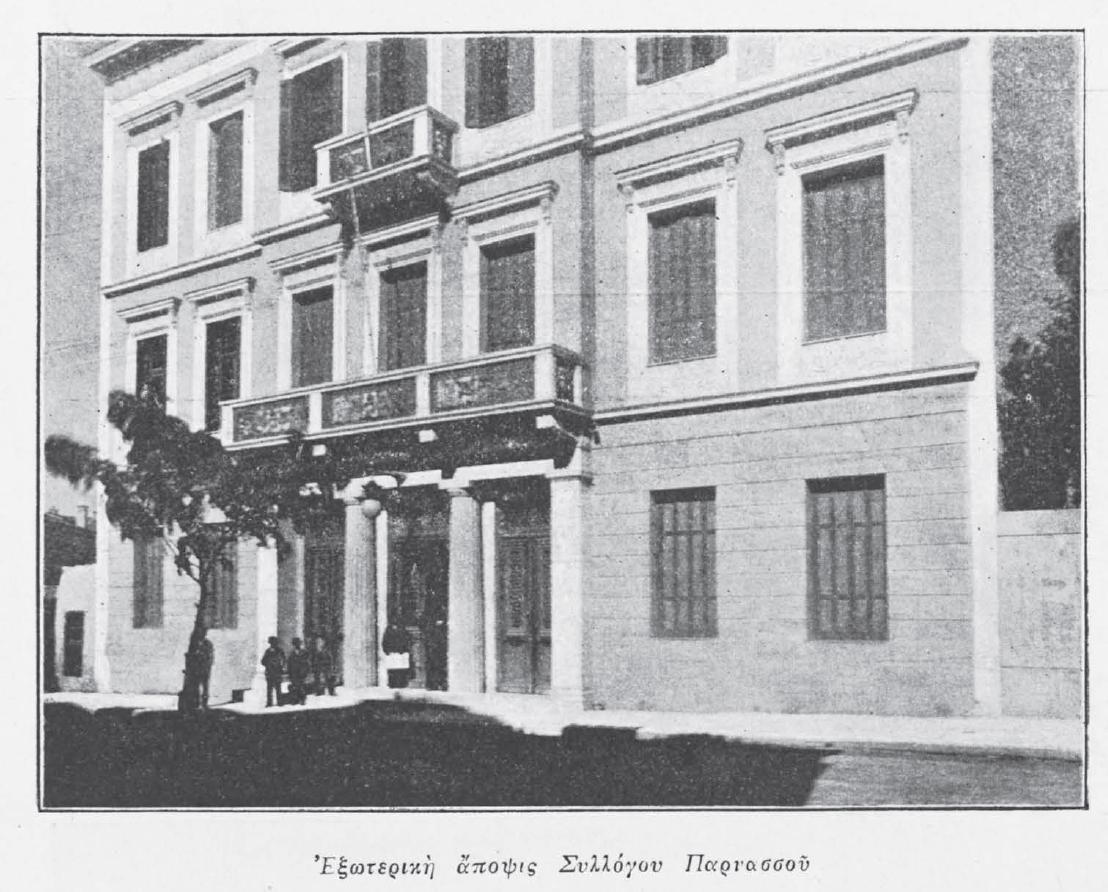
La sede ateniese della società letteraria Parnassos, 1896.

Il dibattito negli anni seguenti l'uscita di Il mio viaggio fu intriso di buon umore: nel 1893 la prestigiosa società letteraria Parnasso invitò Psycharis a tenere una discussione sull'argomento del demotico a cui furono presenti il re, la regina e due principi. L'evento fu lieto e Psycharis concluse evocando l'immagine del demotico che ancora aspettava il proprio Dante e sostenendo che le canzoni popolari erano un "Dante anonimo" passibile di dare tutta l'ispirazione necessaria alla rinascita della lingua scritta.
Un altro onore di cui si ornò il demotico fu l'Inno olimpico di Palmas, con parole in demotico; esso venne eseguito in pompa magna alla cerimonia di apertura delle prime Olimpiadi moderne che si tenne ad Atene nel 1896. Sembrò che ormai la poesia demotica fosse stata completamente accettata.
Frattanto alcuni dei giovani romanzieri stavano convertendosi alla causa demotica. Nel 1896 Karkavitsas pubblicò il primo romanzo interamente demotico, Il mendicante, uscito a puntate e l'anno dopo pubblicato in libro. Il suo primo romanzo era stato La ragazza snella, del '90, scritto in katharevousa: nell'edizione del 1896 vi aggiunse una prefazione in cui si scusava per quella antiquata scelta linguistica. L'idea che ci fossero ormai due forme rivali di greco scritto aveva già fatto radici, e l'ago della bilancia sembrava cominciare a pendere verso la causa demoticista.
Nel 1897, tuttavia, vi fu un nuovo sviluppo politico. All'inizio dell'anno il governo greco mosse un'azione militare contro l'impero ottomano, iniziando a Creta e continuando con una forzata invasione dei territori a nord dello Stato greco. Il risultato fu per i greci deludente: furono facilmente battuti dalle armate meglio preparate delle truppe ottomane. La prima guerra greco-turca si concluse con una cocente umiliazione. L'anno rimase noto come '97 nero: l'umore della nazione s'incupì.

### Il cambio di secolo: anni di conflitto (1897-1903)
Nel lungo termine, l'umiliazione del 1897 nero risultò una scossa positiva per il movimento demoticista: negli anni a seguire la classe dirigente si diede a varie riforme e il sentimento diffuso era basato sull'idea che la nazione non potesse vivere del passato, ma dovesse costruirsi un nuovo futuro. Questo portò nuovi sostenitori al movimento demoticista.
Questo contraccolpo positivo tuttavia si verificò a distanza di qualche anno: nel periodo successivo alla sconfitta il dibattito sulla questione linguistica risentì del clima generale, divenendo più rancoroso e personalizzato.
Nel 1898 fu per la prima volta usata la parola μαλλιαροί (capelloni) per indicare scherzosamente i demoticisti, soprattutto quelli dell'ala estrema legati a Psycharis, per il loro (supposto) uso di tenere i capelli lunghi. Il termine rimase in uso per tutto il secolo seguente e diverrà frequente giudicare i demoticisti in base ad una scala di "capellosità" (mentre prima ci si riferiva a scale di "ellenicità" e "romaicità").
Il sistema scolastico era in uno stato allarmante, completamente inefficiente: i bambini erano totalmente incapaci di esprimersi nella lingua formale (a loro assolutamente estranea), il che danneggiava molto la loro capacità di linguaggio e di apprendimento.
Il vescovo ortodosso Fan Noli, che tradusse in demotico opere di Shakespeare e Henrik Ibsen, sottolineò la necessità di avere una lingua del popolo; riporta nelle sue memorie che a causa dell'uso della katharevousa "c'erano scene divertenti in una commedia e accadeva che nessuno ridesse".

### Il demoticismo nell'istruzione e nelle riforme (1903-1922)

#### Fotiadis eLa questione linguistica
Nel 1902 Fotis Fotiadis, che era medico personale del sultano ottomano (e perciò abbastanza al sicuro da arrischiarsi in controversie) aveva pubblicato La questione linguistica e il nostro risorgimento educativo: era il primo libro a ragionare di riforme dell'istruzione basate sul demotico. Sostenne che per un bambino greco era più facile imparare una qualsiasi lingua straniera piuttosto che la katharevousa: richiese che il demotico fosse posto come lingua ufficiale dello Stato greco, e così dell'istruzione e della legge.
Scrivendo da dottore e da padre, presentò dal punto di vista di un bambino l'istruzione greca del tempo: fin dall'inizio, agli alunni viene detto che hanno sempre usato la lingua sbagliata e che avrebbero trascorso gran parte del tempo semplicemente a imparare le parole e le espressioni corrette, quelle della katharevousa. Come risultato, "... le loro menti divengono confuse e disordinate, ed essi sono incapaci di fare qualcosa in maniera naturale, e all'opposto divengono impacciati ed esitanti, non solo nelle proprie espressioni linguistiche ma in qualsiasi altra cosa che fanno".
Fotiadis si schierava per ben di più del semplice passaggio al demotico: credeva che l'autosviluppo dovesse essere la priorità nell'istruzione, e che la coscienza nazionale sarebbe a ciò seguita. Per incoraggiare tutto ciò, suggerì che la "poesia nazionale" e la "musica popolare" (con ciò intendendo la poesia e i canti tradizionali in demotico rurale), che rivelavano l'"anima del popolo", dovessero divenire una parte essenziale dei programmi. Sottolineò anche il ruolo delle donne nella riforma linguistica. Disse che i bambini come "discenti della lingua" sono degli "inesauribili tesori per la nazione" e che le donne, come loro madri, sono "la custodi delle chiavi della lingua.

#### La Società Linguistica Nazionale
Fotiadis non era da solo. Nel 1904 fu fondata la Società Linguistica Nazionale per promuovere il demotico nell'istruzione e nella vita pubblica. All'incontro inaugurale, il poeta Kostis Palamas tenne un memorabile confronto tra le versioni purista e demotica della semplice frase "Mio padre morì". Mentre il demotico "πέθανε ο πατέρας μου" si radica nel cuore, nella vera essenza di qualcuno, il katharevusiano "ἀπέθανεν ὁ ἐμὸς πατήρ" è come un vestito che può essere messo da parte. Il demotico "è cresciuto organicamente come il ramo verde del nostro albero linguistico", la katharevousa è "il ramo morto [...] che è stato inchiodato al tronco linguistico dalla sola forza di volontà".
La Società si sciolse dopo poco tempo a causa dei disaccordi su quale versione del demotico promuovere. Ma il "demoticismo dell'istruzione" stava prendendo slancio, insieme al vento di riforma seguito all'umiliazione del '97 nero.

#### Skliros e il dibattito sulNoumás
Nel 1907 Georgios Skliros pubblicò La nostra questione sociale, il primo manifesto marxista in greco. Sostenendo che l'élite al potere non volesse promuovere il demotico per tenere il popolo nell'ignoranza, sosteneva l'idea di una rivoluzione "dal basso" anche per la questione linguistica (mentre la maggior parte dei demoticisti sperava in, e spingeva per, una riforma guidata dall'alto).
Quest'opera fu significativa non solo per l'aver introdotto la "questione di classe" nella questione linguistica, ma anche per aver dato inizio ad un lungo dibattito (si protrarrà fino al 1909) sulla rivista demoticista Νουμάς. Esso oppose "i demoticisti borghesi che credevano che riformare la lingua greca avrebbe automaticamente portato ad una liberalizzazione della società greca" e "i socialisti che sostenevano che una riforma sociale o una rivoluzione fossero un prerequisito necessario per la soluzione della questione linguistica.
Notevole è anche la scelta della lingua in cui fu condotto il dibattito: mentre il libro di Skliros era scritto in una katharevousa semplice, il dibattito sul Noumás fu pubblicato interamente in demotico. I partecipanti passarono molto tempo a bisticciare su dettagli linguistici: semplicemente, ciascuno utilizzava la versione del demotico con cui aveva più confidenza a scrivere. Questa varietà provava che non esistevano barriere comunicative. Alla fine del dibattito fu chiaro come la prosa demotica fosse ormai uno strumento pienamente capace per sostenere discussioni intellettuali di qualsiasi livello.

#### Delmouzos e la scuola femminile di Volos
Nel 1908 il pedagogo liberale Alexandros Delmouzos introdusse l'uso del demotico nella Scuola Municipale Femminile di Volos, fresca di fondazione, raggiungendo un notevole innalzamento dei risultati scolastici (nonché della soddisfazione delle alunne). La katharevousa rimaneva nel curriculum, ma per la prima volta in una scuola greca le ragazze erano incoraggita ad esprimersi liberamente in demotico scritto.
Ricordando, anni più tardi, questi momenti, Delmouzos scrisse come le ragazze passarono da uno stato di ραγιαδισμός  (schiavitù: era un termine indicante la mentalità di soggezione ai turchi diffusasi nel periodo ottomano) ad uno di "liberazione (ξεσκλάβωμα) morale ed intellettuale".. Messa da parte la katharevousa (una "maschera per l'anima", come la definì), erano abili di "esprimere il loro λόγος interno".
A dispetto del suo successo, i clericali e i conservatori condannarono la riforma e protestarono veementemente contro la scuola, che fu spinta a chiudere nel 1911. Germanos Mavromatis, vescovo di Demetriade e a capo dell'opposizione nella zona di Magnesia, dichiarò: "Nella coscienza di tutte le persone, demoticismo, anarchia, socialismo, ateismo e massoneria sono una sola cosa". Certo il fatto che le allieve fossero di sesso femminile giocò un ruolo nella strenua opposizione, evidenziando sentimenti antifemministi, soprattutto contro una compiuta istruzione delle donne.

#### I libri per bambini di Penelope Delta
Frattanto, Pinelopi Delta, autrice di libri per l'infanzia, aveva iniziato a pubblicare le sue storie d'avventura scritte in demotico. In corrispondenza con Fotiadis, Delta aveva insistito sul fatto che i bambini avessero bisogno non solo di letture scolastiche, ma anche di libri di intrattenimento; scriveva nel demotico semplice che usavano i bambini stessi.
I suoi primi libri, Για την πατρίδα (Per la patria, 1909) e Τον καιρό του βουλγαροκτόνου (Al tempo del Bulgaroctono, 1911), sono avventure ambientate fra i difensori della frontiera macedone nei giorni eroici dell'Impero bizantino. Con temi come questi, difficilmente sarebbe potuta essere accusata di diffondere l'ateismo o minare la nazione e fu autorizzata a pubblicare liberamente. Le sue opere divennero molto popolari e abituarono le nuove generazioni di bambini a leggere, per piacere, la prosa demotica.

#### L'Associazione dell'Educazione
Nel 1910, il riformatore liberale Eleutherios Venizelos arrivò al potere; in quello stesso anno fu fondata l'associazione Ἐκπαιδευτικός Ὅμιλος (Associazione Educativa o dell'Istruzione). Essa aveva una focalizzazione più centrata rispetto alla Società Linguistica Nazionale: mirava infatti all'introduzione del demotico nell'istruzione primaria, al "rendere i bambini consci delle regole grammaticali che escono inconsciamente dalle loro labbra". Fra i suoi membri si contavano Fotiadis, Delmouzos, molte altre figure letterarie e anche alcuni giovani politici: nel giro di un anno, comprendeva venti parlamentari.
I membri si interrogarono anche sul valore effettivo del dedicare tempo a insegnare il greco antico alle elementari. Il linguista e pedagogo Manolis Triantafyllidis (che in seguito avrebbe avuto un ruolo importante nella produzione di letture, grammatiche e dizionari di demotico) sosterrà che "i bambini escono da scuola e sono in grado di dire naso, orecchie, maiale, cavallo e casa in greco antico ma senza aver allargato il proprio repertorio di concetti".
Triantafyllidis, Delmouzos e il filosofo e pedagogo Dimitris Glinos divennero presto le stelle guida dell'Associazione, soppiantando nei fatti il "gruppo della diaspora" che ruotava intorno a Psycharis, Eftaliotis e Pallis.

#### L'opposizione al demoticismo
Tutta questa attività, inevitabilmente, sollevò le voci di opposizione da parte dei sostenitori della katharevousa, che in 1911 arrivarono non solo alla chiusura della scuola di Volos, ma anche all'inserimento nella nuova costituzione di una clausola che dichiarava la katharevousa la lingua ufficiale della Grecia. L'articolo 107 stabiliva che "la lingua ufficiale dello Stato è quella in cui la costituzione e i testi della legislazione greca sono redatti; qualsiasi intervento volto a corromperla è vietato". Questo ingegnoso giro di parole si riferiva alla katharevousa senza nemmeno aver bisogno di definirla.
Fu durante questo dibattito costituzionale che il professor Georgios Mistriotis, uno dei più strenui oppositori del demotico, concepì una delle proprie caratteristiche filippiche: "La lingua dei volgaristi è inutilizzabile sia per la poesia che per la prosa. Poiché la poesia mostra la bellezza, le mutilazioni e le volgarità e la palude delle parole barbare sono incapaci di produrre un'opera d'arte linguistica, proprio come nessuno può costruire un Partenone da materiali turpi".
Georgios Hatzidakis, invece, benché non meno fervido oppositore del demoticismo, adottò un approcciò più ponderato, ribadendo il noto argomento dell'inesistenza di una lingua parlata comune a tutti i greci moderni, che invece parlavano vernacoli, secondo lui, inconciliabili. "Comunque il suo argomento cardine contro il demoticismo era puramente conservativo [...]: ormai la katharevousa era divenuta il mezzo di comunicazione scritta per il mondo grecofono, mentre ogni demoticista scriveva in una lingua differente caratterizzata da anomalie. Dopo tutti gli sforzi dei greci colti di sviluppare attraverso i secoli una lingua scritta, sosteneva che sarebbe stato assurdo, se non impossibile, abbandonarla e ricominciare tutto da capo".

#### Le riforme di Venizelos del 1917
Contro questa opposizione l'Associazione ebbe pochi successi fino al 1917. Ma in quegli anni la Grecia si era notevolmente espansa, grazie ai successi delle guerre balcaniche. Venizelos, al termine dello Scisma nazionale (che vide l'opposizione tra il re e Venizelos, primo ministro, sull'opportunità di intervenire in guerra), aveva guadagnato una posizione abbastanza potente per avviare delle riforme. Triantafyllidis, Delmouzos e Glinos furono collocati in posizioni eminenti del ministero dell'Istruzione. L'insegnamento del greco antico fu abolito dalle scuole elementari. Per i primi quattro anni fu stabilito l'insegnamento del solo demotico, mentre gli era affiancata la katharevousa negli ultimi due.
Questo programma fu ben accetto, perché si riteneva che riformare l'istruzione avrebbe aiutato ad integrare alla nazione la recentemente conquistata Macedonia. In passato, l'approccio tradizionale (insegnamento del greco antico affiancato all'uso in classe della katharevousa) si era dimostrato assai poco effettivo nell'ellenizzare popolazioni non grecofone, anche la minoranza arvanita stanziata nell'area vicino alla stessa Atene. Queste riforme furono un punto chiave per la questione linguistica. A parte un temporaneo arretramento negli anni 1920-1923, il demotico non avrebbe più perso la propria posizione per i primi anni dell'istruzione primaria.

#### Coesistenza e competizione
Anche nel mondo degli adulti era ormai evidente che la prosa demotica era destinata a rimanere nella propria posizione; persino i suoi oppositori iniziarono a pensare ad una coesistenza di demotico e katharevousa, ciascuno ad uso nella propria sfera. Nel 1911 la commissione parlamentare che investigava sulla questione linguistica si era riferita allo "sviluppo della moderna katharevousa come mezzo di espressione dei pensieri", ma simultaneamente all'"l'evoluzione e la predominanza del vernacolo nell'espressione delle emozioni". Nel 1920 persino Hatzidakis comparava la tradizione colta e scritta (patroparadotos, ereditata dal padre) con la tradizione popolare (mitrodidaktos, insegnata dalla madre). Le due versioni della lingua stavano ora competendo più alla pari di quanto fosse mai successo prima.
Tuttavia, se i demoticisti avevano già avuto grandi successi nell'universalizzare il demotico perfezionandone le "espressioni di pensiero", dall'altra parte i successi nello sviluppare le "espressioni di emozione" nella katharevousa erano assai più modesti.

#### Arresto temporaneo nel 1921
Quando Venizelos perse le elezioni del 1920, le riforme dell'istruzione furono invertite. I tre membri dell'Associazione si dimisero dal Ministero dell'Istruzione e nel 1921 il nuovo ministro ordinò che i testi scolastici del 1917 fossero bruciati (anche se in realtà furono semplicemente ritirati). Questa inversione di marcia, tuttavia, fu di breve durata: nel 1922 i risultati disastrosi della campagna in Anatolia cambiarono nuovamente lo sfondo politico.

### La fine del conflitto linguistico
Nel 1976, due anni dopo la fine della dittatura dei colonnelli (1967-1974), la neonata repubblica parlamentare greca adottò la dhimotikí come nuova lingua ufficiale.